# 邢實
邢實（1528年—1565年），字道充，號鶴岡，山西平陽府洪洞縣人，明朝政治人物。

## 生平
嘉靖三十四年（1555年）乙卯科山西鄉試第六十名舉人，嘉靖三十八年（1559年）己未科進士。同年官直隸任丘縣知縣。四十一年擢升廣東道監察御史，四十四年卒，年三十八。

## 家族
曾祖邢貴；祖父邢倫；父邢廷祿。母衛氏。永感下。兄邢富。子邢大道（1559年-？），字性之，庠生，著有《白雲巢集》。次子邢大壯，舉人。